# Nyugat-Trákia ideiglenes kormánya
A Nyugat-Trákia ideiglenes kormánya a történelem szerves részét képezte az 1913-as években. Az 1912–1913-as balkáni háború következtében a Trákia régió, különösen a Nyugat-Trákia területe, jelentős változásokon ment keresztül. Az Oszmán Birodalom bukása után a Nyugat-Trákiát a Balkán-háború során megszálló szövetséges erők, köztük Görögország és Bulgária között osztották fel.
Ezen terület megszállása során a Görög Királyság úgy döntött, hogy létrehozza a Nyugat-Trákia ideiglenes kormányát, hogy segítse az átmenetet az Oszmán Birodalomból a görög és bolgár irányítás alá kerülés felé. Az ideiglenes kormány feladata az volt, hogy fenntartsa a közrendet, a jogállamiságot és az alapvető közszolgáltatásokat a területen, miközben előkészítse az átmenetet a hivatalos kormányzásra.

## Feladata

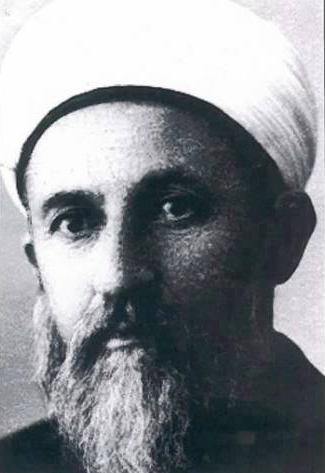
Erzurum Salih Efendi a nyugat trákiai kormány vezetője

A Nyugat-Trákia ideiglenes kormánya nagy kihívásokkal nézett szembe. A terület etnikailag és vallásilag sokszínű volt, ami összetett társadalmi és politikai dilemmákat teremtett. Az ideiglenes kormánynak kiegyensúlyozottnak kellett lennie a különböző etnikai és vallási csoportok érdekeinek képviseletében, hogy megteremtse a bizalmat és a stabilitást a régióban.
Az ideiglenes kormány tevékenységei közé tartozott a közszolgáltatások fenntartása, a közrend és a biztonság biztosítása, valamint a regionális gazdaság fejlesztése. Új intézményeket hoztak létre, köztük iskolákat, egészségügyi intézményeket és infrastruktúrát, hogy elősegítsék a társadalmi és gazdasági fejlődést. Emellett az ideiglenes kormány fontos szerepet játszott az etnikai és vallási csoportok közötti párbeszéd előmozdításában, és megpróbált megteremteni a konszenzust a terület jövőjéről.
Az ideiglenes kormány működése nem volt problémamentes. Számos kihívással kellett szembenéznie, beleértve az etnikai feszültségeket, a politikai rivalizálást és a gazdasági nehézségeket. Az ideiglenes kormányban szolgálatot teljesítő tisztviselőknek össze kellett hangolniuk az ellentétes érdekeket és megoldást találniuk a konfliktusokra a régió stabilitásának fenntartása érdekében.
A Nyugat-Trákia ideiglenes kormánya 1913-ban működött. Az ideiglenes kormányzás végén a terület hivatalosan a Görög Királyság és Bolgár Cárság részévé vált. Annak ellenére, hogy az ideiglenes kormányzás időszaka rövid volt, jelentős szerepet játszott a terület társadalmi, gazdasági és politikai fejlődésében. Hozzájárult a régió stabilitásához és az átmeneti időszak sikeres kezeléséhez a történelmi változások következtében.

## Konklúzó

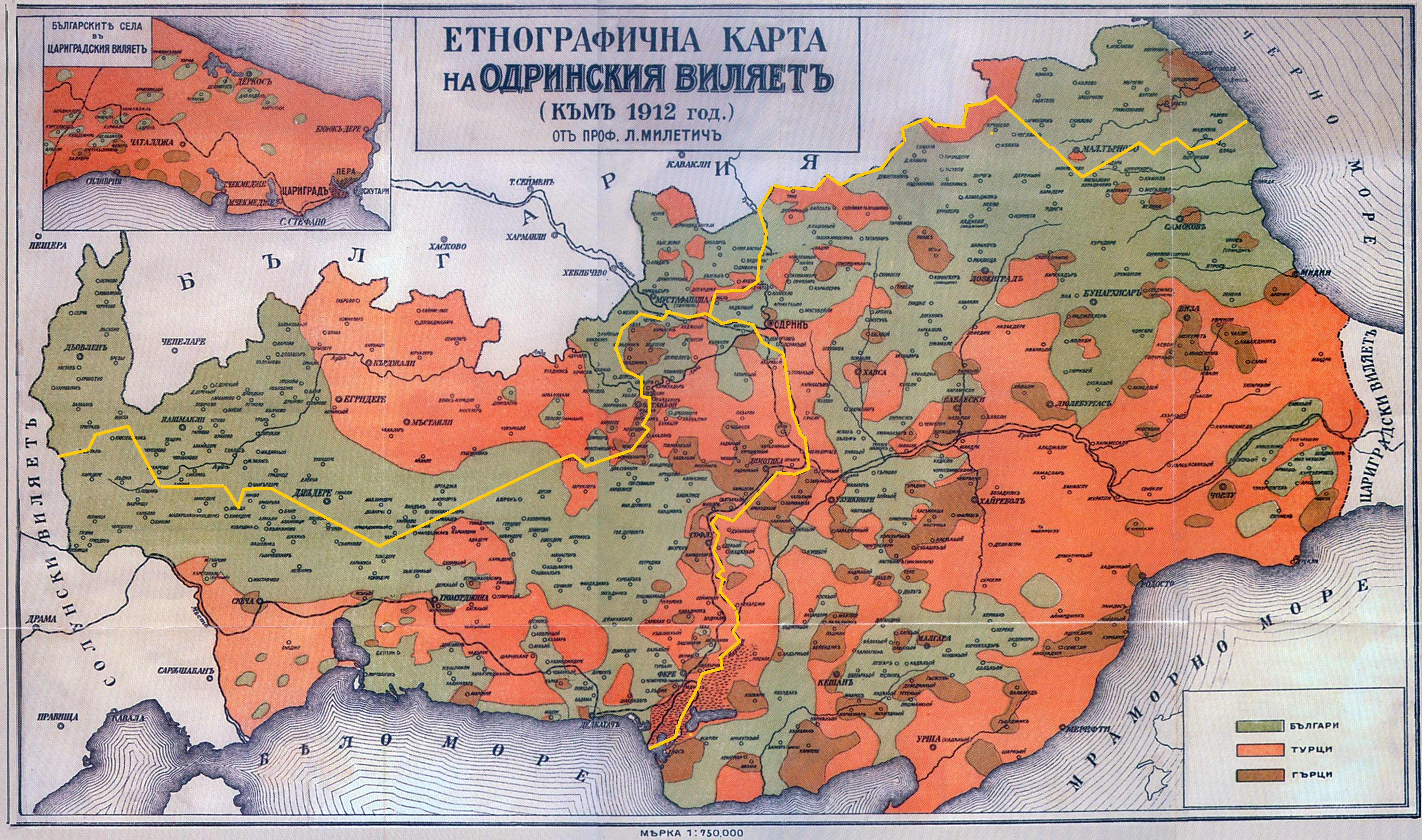
Nyugat Trákiai Etnikumai 1913

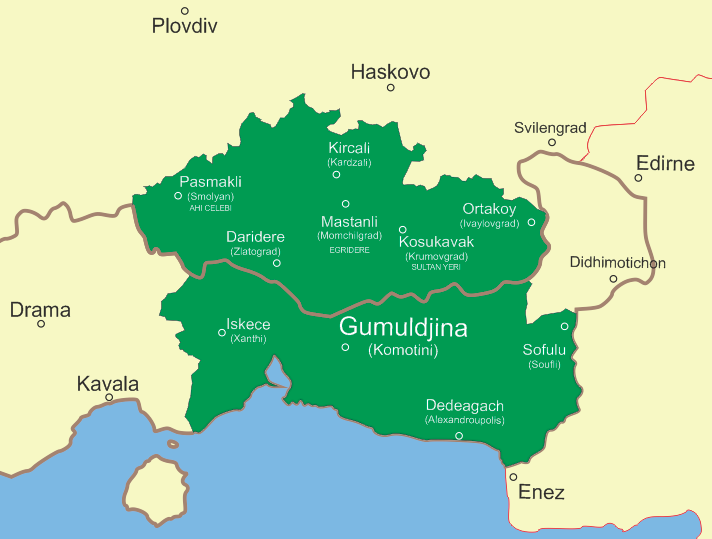

Az 1913-ban létező Nyugat-Trákia ideiglenes kormánya egy érdekes példa arra, hogyan próbálták megoldani a terület hirtelen politikai változásait és az etnikai sokféleségből adódó kihívásokat. Bár ideiglenes volt, az a törekvés, hogy biztosítsák a stabilitást és a fejlődést a régióban, jelentős hatást gyakorolt a későbbi eseményekre és a terület hosszú távú irányára.